# Портрет Ивана Захаровича Ершова
«Портрет Ивана Захаровича Ершова» — картина Джорджа Доу и его мастерской из Военной галереи Зимнего дворца.
Картина представляет собой погрудный портрет генерал-майора Ивана Захаровича Ершова из состава Военной галереи Зимнего дворца.
С начала Отечественной войны 1812 года полковник Ершов служил в Кавалергардском полку, отличился в Первом сражении под Полоцком, под Чашниками и на Березине. В Заграничных походах 1813 года сражался под Лютценом и Бауценом, за отличие при Кульме был произведён в генерал-майоры.
Изображён в генеральском вицмундире, введённом для кавалерийских генералов 6 апреля 1814 года, на плечи наброшена меховая шинель. На шее кресты орденов Св. Владимира 3-й степени и Св. Анны 2-й степени с алмазными знаками, по борту мундира крест прусского ордена Пур ле мерит; на груди крест ордена Св. Георгия 4-го класса, серебряная медаль «В память Отечественной войны 1812 года» на Андреевской ленте и бронзовая дворянская медаль «В память Отечественной войны 1812 года» на Владимирской ленте. С тыльной стороны картины надпись: Erschof. Подпись на раме: И. З. Ершов 1й, Генералъ Маiоръ.
7 августа 1820 года Комитетом Главного штаба по аттестации Ершов был включён в список «генералов, заслуживающих быть написанными в галерею» и 17 марта 1821 года император Александр I приказал написать его портрет. Гонорар Доу был выплачен 1 июля 1822 года. Готовый портрет был принят в Эрмитаж 7 сентября 1825 года.
В мастерской Карла Края по рисунку И. А. Клюквина с портрета была сделана датированная 1848 годом литография, опубликованная в книге «Император Александр I и его сподвижники» и впоследствии неоднократно репродуцированная.